# 阿尔阿维亚
阿尔阿维亚，是西班牙安达卢西亚自治区阿尔梅里亚省的一个市镇。 总面积16km2, 总人口673人（2001年），人口密度42人/km2。